# 関口晃司
関口 晃司（せきぐち こうじ、1954年6月10日 - 2017年11月19日）は日本の数学者（専門：可換代数学）、高知工科大学工学部教授。神奈川県出身。

## 略歴
- 1973年　桐蔭学園高等学校卒業。
- 1977年　上智大学理工学部数学科卒業。
- 1979年　上智大学大学院理工学研究科博士前期課程（数学専攻）修了。
- 1983年　上智大学大学院理工学研究科博士後期課程（数学専攻）修了。理学博士。
- 1983年　上智大学理工学部数学科　助手
- 1997年　高知工科大学工学部助教授
- 2003年　高知工科大学工学部教授

## 主な著作リスト
- 西沢清子、関口晃司、吉野邦生 ：『フラクタルと数の世界』、海文堂出版、1986.10
- 河田敬義、関口晃司 ：『標数ｐの局所類体論』 、上智大学数学講究録、1989.7

## その他（参考）
- 『関口晃司さんを偲ぶ会－案内状－』 2018.2.23（上智大学内ソフィアタワー新6号館6階ソフィアンズクラブ）
- 『故関口晃司名誉教授の業績のご案内』